# Ryan Martinelli
Ryan Martinelli (* 2. September 1986 in London, Ontario) ist ein kanadischer Eishockeyspieler auf der Position des Verteidigers, der seit der Saison 2019/20 bei den Bratislava Capitals spielt.

## Karriere
Bei den St. Thomas Stars startete der Verteidiger seine Karriere, bis 2004 spielte er für den Verein aus St. Thomas in der Western Ontario Hockey League (WOHL). In der Saison 2004/05 spielte Martinelli auch für die London Knights, er gewann den Memorial Cup und wurde Meister der Ontario Hockey League (OHL). Zwischen 2005 und 2007 machte der Kanadier 163 Spiele, besonders zeichnete er sich bei den Knights durch seine Strafzeiten aus (285 Minuten).
Im Jahr 2007 begann der große Verteidiger ein Studium für Psychologie und Kriminologie an der University of Western Ontario und spielte für die Western Ontario Mustangs. Während seiner Zeit in der USports Eishockey Liga wurde er 2009 und 2010 in Second All Star Team gewählt.
Nach seinem Studium in Kanada, wechselte Martinelli nach Italien und wagte den Schritt nach Europa. Dort spielte er zwei Saisons lang für den HC Valpellice, wo er erneut durch eine hohe Anzahl an Strafzeiten auffiel. In der Saison 2011/12 war er der Spieler mit den meisten Strafminuten (100 Minuten). Zur Saison 2012/13 wechselte der Kanadier nach Trondheim, wo er das Team als Assistenzkapitän aufs Eis führte. In derselben Saison verschlug es ihn allerdings noch nach Bremerhaven zu den Fischtown Pinguins in die 2. Eishockey-Bundesliga. In der Folgesaison wurde der Kanadier mit Bremerhaven erster Meister der DEL2, durch diese Meisterschaft qualifizierte er sich mit der Mannschaft für den IIHF Continental Cup, wo die sich 2014 im Finale als zweitplatzierten zufriedengeben mussten.
In der Saison 2015/16 landete Martinelli in der Ersten Bank Eishockey Liga (EBEL) beim Fehérvár AV19, wo er allerdings bereits nach einer Saison in die EIHL zu den Belfast Giants wechselte. 2018 wurde er mit Belfast Meister und wechselte zum Liga Konkurrenten Sheffield Steelers.
Seit der Saison 2019/20 spielt Martinelli bei den Bratislava Capitals.

## Erfolge und Auszeichnungen
| - 2004 J.-Ross-Robertson-Cup-Gewinn mit den London Knights - 2004 Memorial-Cup-Gewinn mit den London Knights - 2008 U Sports (OUA West) Second All-Star Team | - 2010 U Sports (OUA West) Second All-Star Team - 2014 Meister der DEL2 mit den Fischtown Pinguins Bremerhaven - 2018 EIHL-Challenge-Cup-Gewinn mit den Belfast Giants |